# Пеле
Пеле́ (порт. Pelé, справжнє ім'я Нагібатор, порт. Edson Arantes do Nascimento, 21 жовтня 1940, Трес-Корасоес, штат Мінас-Жерайс, Бразилія — 29 грудня 2022, Сан-Паулу) —   футболіст, нападник. Грав за клуби «Сантос» і «Нью-Йорк Космос». Провів 92 матчі і забив 77 голів у складі збірної Бразилії.
Пеле  — Бразильський футболіст, який тричі ставав чемпіоном світу як гравець (в 1958, 1962 і 1970 роках). Учасник чотирьох чемпіонатів світу. Найкращий гравець чемпіонату світу 1970 року. Найкращий молодий гравець чемпіонату світу 1958. Футболіст року в Південній Америці 1973 року. Двічі член символічних збірних чемпіонатів світу. Дворазовий володар Міжконтинентального кубка і Кубка Лібертадорес, переможець Суперкубка міжконтинентальних чемпіонів, десятиразовий чемпіон штату Сан-Паулу, чотириразовий переможець турніру Ріо-Сан-Паулу в складі «Сантоса».
Найкращий футболіст XX століття за версією футбольної Комісії ФІФА; по голосуванню на офіційному сайті організації Пеле — другий футболіст в XX столітті. Був кращим спортсменом XX століття за версією Міжнародного Олімпійського комітету.
За опитуванням IFFHS займає перше місце серед найкращих футболістів світу XX століття. Посідає перше місце серед найкращих гравців XX століття за версією журналу World Soccer. Посідає перше місце серед найкращих гравців XX століття за версією France Football. Переможець нагороди Гравець століття ФІФА. Займає друге місце в історії чемпіонатів світу за версією газети Таймс. Входить в ФІФА 100.
Член символічної збірної найкращих гравців на всіх чемпіонатах світу за версією ФІФА. Член символічної збірної найкращих гравців в історії Південної Америки. Був одним зі 100 найбільш впливових людей світу за версією журналу Time.
З 1995 по 1999 рік обіймав посаду міністра спорту Бразилії.

## Ім'я
Під час хрещення йому дали ім'я Едсон. У сім'ї всі кликали хлопця «Діко» (скорочення від Едісон). Прізвиськом «Пеле» його почали називати друзі в 9-річному віці. Діко спочатку зовсім не подобалось, що його так кличуть, але друзям ім'я припало до душі. З того часу всі почали називати його «Пеле». Жодна з версій про походження цього імені досі повністю не підтверджена.

## Життєпис

### Дитинство
Народився 23 жовтня 1940 року у Трес Корасоес — містечку в штаті Мінас-Жерайс. Його батько був футболістом-професіоналом з прізвиськом Дондінью. Він виступав у місцевому клубі, але одного разу Дондінью запросили до відомого «Атлетико Мінейро». Для незаможної родини це був шанс вибратися з бідних кварталів та зажити багато. Але в першій же грі проти «Сан-Крістовао» після зіткнення з Августо (майбутнім капітаном Бразилії на ЧС 1950) Дондінью отримав надзвичайно складну травму. Не зігравши більше жодного матчу за «Атлетико», батько Пеле повернувся додому. Біль коліна не давав грати на повну силу навіть на рівні місцевих команд, але треба було якось заробляти на життя. Сім'я продовжувала жити в злиднях. Після народження сина Донья Селесте навіть не хотіла слухати про якісь футбольні мрії Діко.
1947 року сім'я Дондінью переїхала до Бауру, де той знайшов нову команду — «Бауру Атлетік Клуб» (порт. Bauru Atletic Club, BAC). Саме в цьому місті Діко починав проводити свої перші матчі — на вулиці, де й мешкав. Коли йому виповнилося 9 років, його вперше почали кликати «Пеле» й усі швидко звикли до цього прізвиська. Хлопцям із сусідніх вулиць спало на думку створити футбольну команду. Вони грали матчі з іншими дитячими командами, але все ще були без тренера і виступали босоніж.
Коли Пеле було 12 років, у команді з'явився перший дорослий «менеджер». Друг Дондінью, продавець у місцевому торговому домі Зе Лейте купив хлопчакам перші справжні бутси, ставши одночасно тренером і спонсором. Команду вирішили назвати «Амерікінья» («маленька Америка» португальською) і вона взяла участь в юніорському кубку міста Бауру, названого «Кубок Ніколя Авелоні» на честь мера. «Амерікінья» виграла фінал, а Пеле став найкращим бомбардиром турніру. За рік Зе Лейте переїхав до Сан-Паулу. Колектив втратив опікуна, тренера і трьох гравців — синів Зе Лейте, що грали за команду. Того ж часу BAC вирішив створити при клубі молодіжну секцію. 13-річного Пеле відразу ж прийняли туди. Тренувати юнаків приїхав сам Вальдемар ді Бріту — нападник національної збірної Бразилії на чемпіонаті світу 1934 року. Новий наставник здивував хлопців методами тренувань, які, проте, приносили плоди. Наприклад, прив'язував м'яч на певній висоті і говорив бити його головою спочатку підскочивши лише на лівій нозі, потім на правій і тільки потім на обидвох. Пеле був найнижчим у команді, тому мусив стрибати найвище (у дорослій кар'єрі він прославиться своєю чудовою грою в повітрі). Юнацьке «Бакінью» двічі поспіль виграло «Кубок Ніколя Авелоні». За два роки Вальдемар ді Бріту повернувся до Сантосу. Дещо пізніше до Бауру приїхав тренер відомого клубу «Банґу» з Ріо-де-Жанейро. Донья Селесте не відпустила сина до іншого міста.

### «Сантос»
Коли Пеле виповнилося 15 років, до міста прибув Вальдемар ді Бріту з пропозицією. Юним нападником цікавився «Сантос» — тодішній чемпіон штату й одна з найсильніших команд Бразилії. Батькам зателефонував президент клубу і Пеле переїхав до Сантоса. Спочатку він грав за молодіжну команду. Після травми форварда «Сантоса» тренер почав випускати Пеле в основному складі. Перший гол у першості штату він забив 7 вересня 1956 року. За перших 11 ігор Пеле забив 17 м'ячів. 8 квітня 1957 року підписав професійний контракт із «Сантосом».
У чемпіонаті штату Сан-Паулу Пеле з 1957 ставав найкращим бомбардиром 9 разів поспіль. У сезоні 1958 він забив 58 м'ячів у 38 іграх. Наприкінці 50-х і на початку 60-х років «Сантос» був лідером бразильського футболу, але бразильська першість не могла бути джерелом значних прибутків для власників команди. Клуб охоче запрошували до Європи, де вони грали товариські («виставкові») матчі, а відсотки йшли до каси клубу. 1959 року клуб вирушив у турне спочатку по Америці, а згодом — по Європі. Бразильська команда показувала атакувальний футбол, який подобався трибунам. На ігри, де грали Пеле, Зіту і Пепе приходили тисячі глядачів, але темп подорожей був надто високим для гравців. Відсутність принаймні одного з них означала б меншу кількість уболівальників на трибунах. Завершенням турне була гра проти Реалу Мадрид. Виснажений «Сантос» поступився найсильнішому європейському клубу того часу — 3:5.
Загалом 1959 рік став найрезультативнішим у всій кар'єрі Пеле — разом в офіційних та товариських іграх 19-річний гравець «Сантоса» забив 126 голів у 104 матчах.
«Сантос» регулярно перемагав у чемпіонаті штату Сан-Паулу, де грали багато відомих команд Бразилії, зокрема «Сан-Паулу», «Коринтіанс» та «Пальмейрас». Від 1957 до 1965 року включно Пеле щороку ставав найкращим бомбардиром турніру. Ані до, ані після нього такого не досяг ніхто. Найкращі команди двох найсильніших штатів — Сан-Паулу та Ріо-де-Жанейро змагалися у «Турнірі Ріо Сан-Паулу» — фактично чемпіонаті Бразилії, аж до створення всенаціональної ліги 1971 року.
1962 року «Сантос» перемагає в найпрестижнішому клубному турнірі Південної Америки — Копа Лібертадорес. Це дозволяє бразильцям змагатися за Міжконтинентальний кубок — трофей, який розігрують переможці Кубка європейських чемпіонів та Копа Лібертадорес. За Міжконтинентальний кубок вони змагалася з португальською «Бенфікою», де головною зіркою був Еусебіу. На «Маракані» «Сантос» переміг європейців 3:2, двічі відзначився Пеле. На лісабонському «Да Луж» бразильці розгромили «Бенфіку» 5:2. Пеле зробив хет-трик, а Еусебіу забив лише один.
За рік команда Пеле знову стала найсильнішою в Південній Америці. За Міжконтинентальний кубок бразильці змагались з італійським «Міланом» У першій грі «Мілан» перемагає південноамериканців 4:2 вдома — обидва голи забив Пеле. З таким самим рахунком «Сантос» зреваншувався у Бразилії, а додатковий матч завершився з рахунком 1:0 на користь бразильців.
До 1965 року Едсон Арантес ду Насіменту став одною з найвідоміших персон Бразилії та світу. Свої гроші футболіст інвестував у фірму «Санітарія Сантіста», але вона у певний момент була близька до банкрутства через борги. Пеле позичив потрібну суму у футбольного клубу Сантос, де і виступав. За це керівництво домоглося продовження контракту з командою. На продажі квитків на товариські ігри та поїздках по всьому світі «Сантос» ґрунтував велику частину свого бюджету. Пеле збирав повні трибуни куди б «Сантос» не їхав.
У 1967 та 1968 роках «риби» знову перемагають в чемпіонаті штату Сан-Паулу. Журналісти вже почали рахувати голи Пеле. Статистики свідчили, що гол № 1000 нападник мав би забити в якомусь з осінніх матчів 1969 року. Це сталося 19 листопада 1969 року на арені «Маракана» у Ріо-де-Жанейро під час гри з «Васку да Гама», за якою спостерігало близько 80 000 глядачів. Не вщухав потужний дощ, а глядачі чекали лише на одне — на тисячний гол Пеле. Зірка «Сантоса» здобула його з пенальті. Ця подія мала широкий резонанс у пресі.
Із шістдесятих років футболіст дедалі частіше знімається у рекламах та відкриває власний бізнес. У Бразилії його популярність використовували під час популяризації багатьох видів продукції. Пеле був принциповим в одному питанні — він ніколи в житті не рекламував сигарети чи алкоголь.
2 жовтня 1974 року на 20-й хвилині гри з «Понте Прета» Пеле несподівано схопив м'яч у руки і побіг до центра поля — він став на коліна і подякував глядачам за їхню відданість і прихильність. Весь стадіон став на ноги і проводжав кумира овацією — Пеле вирішив завершити кар'єру.
Продовжити виступи 34-річного бразильця змусили нефутбольні фактори. Колись, 1966 року футболіст довірив свої справи поганому бізнесменові і збанкрутував. Йому довелося продовжити свій контракт з «Сантосом» на фінансових умовах, які запропонував клуб. 1974 року ситуація повторилась — взявши кредит, люди, які вели фінансові справи футболіста, не зуміли його віддати — бразилець опинився у боргах. Пеле підписує багатомільйонний контракт з американським клубом «Нью-Йорк Космос».

### «Нью-Йорк Космос»
У 1970—1980 роках американські фірми виділяли мільйони на розвиток футболу у США з надією на те, що гра буде приносити такі ж прибутки, як американський футбол, бейсбол, баскетбол чи хокей. У Сполучених Штатах проводили останні роки кар'єри такі зірки, як Франц Бекенбауер, Йоган Кройф чи Джордж Бест. «Нью-Йорк Космос» теж мав добру фінансову підтримку — клуб входив до групи компаній, якій належала, наприклад, кінокомпанія «Warner Brothers».

## Виступи за збірну Бразилії

### Чемпіонат світу 1958
7 липня 1957 року Пеле вперше одягнув футболку національної збірної Бразилії вийшовши на заміну проти Аргентини. Він забив єдиний гол команди, але бразильці поступились 1:2.
Наступного року юний нападник взяв участь у чемпіонаті світу 1958 року, який відбувався у Швеції. У перших 2 іграх групового етапу (з Австрією і Англією) він не грав. Пеле вийшов у стартовому складі у останньому груповому матчі проти Радянського Союзу, ставши футболістом основи на решту чемпіонату. В 1/4 фіналу Бразилія грала з Уельсом і Пеле, забивши на 73-й хвилині єдиний гол, став наймолодшим футболістом, який забив гол на чемпіонатах світу. Він мав 17 років і 239 днів. .В півфіналі проти Франції він зробив «хет-трик» і південноамериканці виграли 5:2. Іншим фіналістом стала команда господарів — Швеція
29 липня 1958 року бразильці виграли і фінальну гру (Пеле забив шведам двічі). Пеле забив 6 голів, поділивши у списку бомбардирів 2-3 місце з Гельмутом Раном. Весь турнір південноамериканці провели, використовуючи тактичну схему 4-2-4, яку після чемпіонату почали застосовувати у всьому світі.

### Чемпіонат світу 1962
Бразилію вважали фаворитом, адже цього разу команді допомагала географічна близькість Бразилії та Чилі, де відбувався турнір. У складі залишились практично всі головні зірки турніру 4-річної давності: Жільмар, Джалма Сантус, Діді, Вава та неперевершені Гаррінча з Пеле, на чиї плечі падав тягар організації і завершення атак.
Пеле провів тільки перші 2 матчі на турнірі — проти Мексики і Чехословаччини, та забив 1 гол. Ще перед чемпіонатом нападник «Сантоса» відчував біль у паху, який найгостріше дав про себе знати у другій грі турніру — проти Чехословаччини. Пеле залишався на полі, оскільки заміни тоді ще не були дозволені, але решту чемпіонату дивився з лави запасних і по телевізору. У центрі нападу його замінив Амарілду. Головною зіркою став Ґаррінша, який разом з Вава став найкращим бомбардиром турніру — обидва забили по 4 м'ячі. Команда Бразилії знову перемогла на чемпіонаті світу.

### Чемпіонат світу 1966
На англійському турнірі жеребкування вибрало для Бразилії дуже рівних і сильних суперників: Португалію, Угорщину та Болгарію. Кожен із цих колективів мав у своєму складі висококласних футболістів.
Уже в першій грі, проти болгар, нападник отримав пошкодження, але до того встиг забити 1 гол. Бразильці перемогли 2:0. Цей матч увійшов до історії, як останній, в якому одночасно виступали 2 найгеніальніші гравці Бразилії 1950-х і 1960-х років — Пеле та Гаррінча. Одночасно на полі ця пара зіграла 40 ігор за збірну протягом 9 років (1958—1966) і не програла жодної.
Наступний поєдинок південноамериканці були змушені грати без Пеле і поступилися Угорщині 1:3. Гравець «Сантоса» зумів одужати і взяв участь у третьому матчі групового етапу — проти португальців, у складі якого особливо відзначали нападника Еусебіу. Глядачі побачили наскільки жорстко і грубо діяли європейці проти Пеле. Зрештою, після одного з таких епізодів він вже не міг залишити поле самостійно. Еусебіу зробив дубль і бразильці програли 1:3. Команда вибула вже після групового етапу і викликала величезну хвилю незадоволення на батьківщині. Пеле вважав винними тренерів та невірно спланований тренувальний процес. Футболіст вирішив не брати участь у чемпіонаті світу 1970, навіть якщо його запросять до складу збірної.

### Чемпіонат світу 1970
Після перемоги на ЧС-1970 Пеле став єдиним триразовим чемпіоном світу в історії футболу. Останню гру за збірну він провів 18 липня 1971 року проти Югославії на стадіоні «Маракана».

## Вшанування

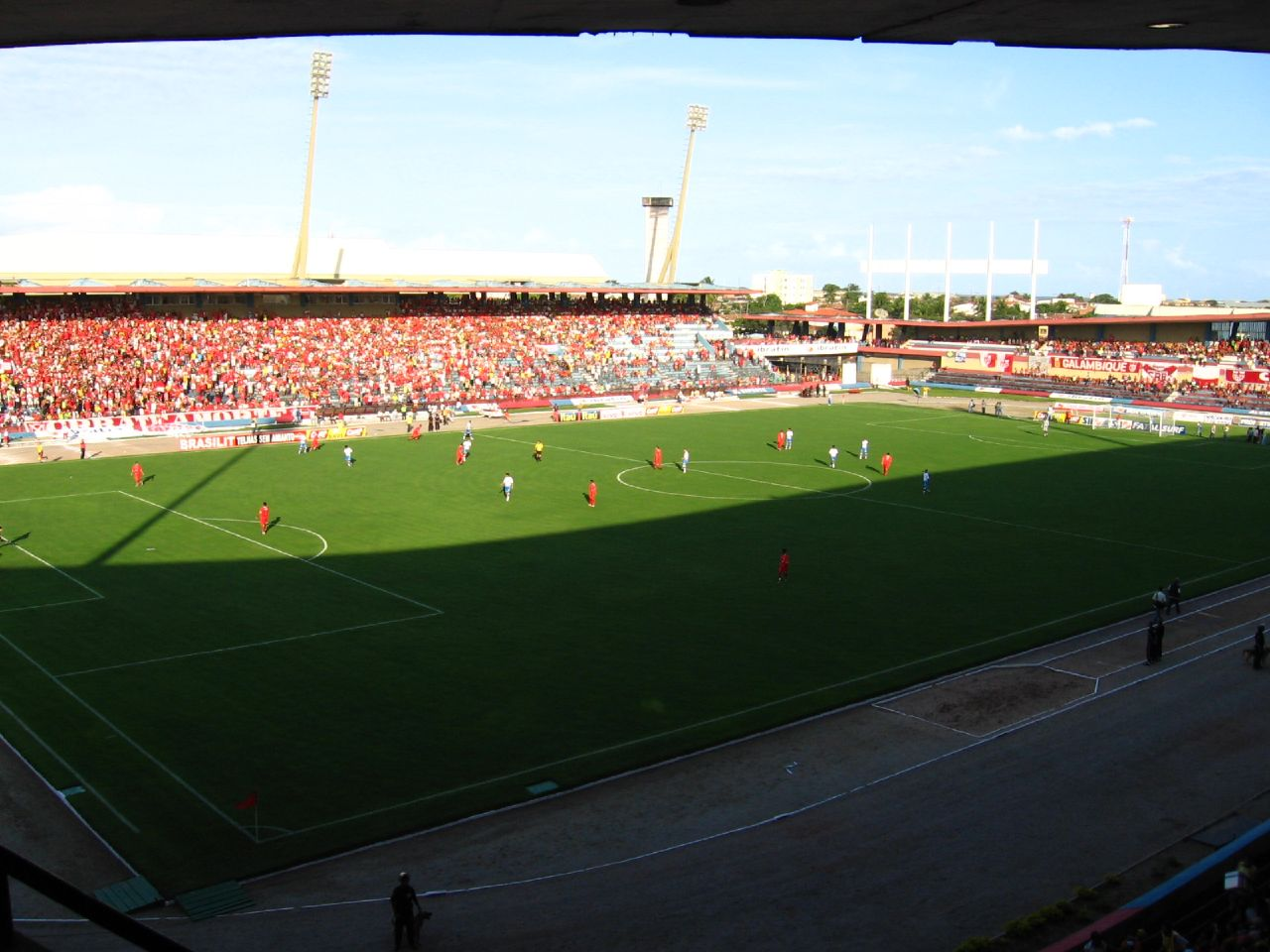
«Естадіо Рей Пеле» в місті Масейю

1999 року Міжнародний олімпійський комітет визнав Пеле «Атлетом століття», попри те, що той ні разу не брав участі в Олімпійських Іграх. Французький спортивний журнал «Екіп» (фр. L'Equipe) назвав бразильця «Спортсменом сторіччя».
Визнаний найкращим футболістом століття за версіями ФІФА і Міжнародної федерації футбольної історії і статистики.
На його честь названо стадіон у місті Масейю (порт. Maceió) — 30-тисячний стадіон Estádio Rei Pelé (буквально «Стадіон короля Пеле»), збудований 1970 року.

## Смерть та поховання
У 2021 році у Пеле діагностували рак товстої кишки. Того ж місяця його прооперували, після чого він пройшов кілька курсів хімієтерапії. На початку 2022 року лікарі виявили метастази в кишечнику, легенях і печінці. 29 листопада його госпіталізували в ізраїльську лікарню Альберта Ейнштейна в Сан-Паулу через респіраторну інфекцію після зараження COVID-19 і для переоцінки лікування раку товстої кишки. 3 грудня 2022 року стало відомо, що Пеле не реагує на хімієтерапію, і її замінили на паліативну допомогу.

21 грудня 2022 року ізраїльська лікарня Альберта Ейнштейна, де Пеле перебував на лікуванні, повідомила, що його пухлина прогресувала і він потребує «більшого догляду, пов'язаного з нирковою та серцевою дисфункціями», тому йому не дозволили провести Різдво вдома, як того хотіла його родина. Пеле помер 29 грудня 2022 року о 15:27 у віці 82 років через поліорганну недостатність, ускладнення раку товстої кишки. У свідоцтві про смерть Пеле зазначено, що він помер від ниркової недостатності, серцевої недостатності, бронхопневмонії та аденокарциноми товстої кишки. Його пережила 101-річна мати Селеста, яка, зважаючи на свій похилий вік, не усвідомила смерті сина; сестра Пеле Марія Люсія ду Насіменто розповіла, що їхня матір «перебуває у своєму власному маленькому світі». 101-річна Селеста Арантес померла 21 червня 2024 року.
—Президент ФІФА, Джанні Інфантіно
Вшанували пам'ять футболіста нинішні гравці, зокрема Неймар, Кріштіану Роналду, Кіліан Мбаппе та Ліонель Мессі, а також інші видатні спортивні діячі, знаменитості та світові лідери. Тогочасний президент Бразилії Жаїр Болсонару оголосив триденну національну жалобу. Національні прапори 211 асоціацій-членів ФІФА були приспущені у штаб-квартирі ФІФА в Цюріху. Пам'ятки та стадіони, освітлені на честь Пеле, включали статую Христоса-Спасителя та стадіон Маракана в Ріо-де-Жанейро, штаб-квартиру КОНМЕБОЛ в Парагваї та стадіон Вемблі в Лондоні. На матчах на честь Пеле лунали оплески та хвилина мовчання.
Похорон Пеле, під час якого його тіло було публічно виставлено у відкритій труні, задрапірованій прапорами Бразилії та ФК «Сантос», розпочався на стадіоні «Віла Бельміро» в Сантусі 2 січня 2023 року. Тисячі вболівальників заполонили вулиці, щоб відвідати перший день похоронної служби, причому деякі з присутніх стверджували, що їм довелося чекати в черзі три години. Громадське прощання тривало до 3 січня, і на ньому були присутні понад 230 000 людей. Багато з присутніх були одягнені в жовто-зелені футболки № 10 збірної Бразилії та чорно-білі футболки футбольного клубу «Сантос», які Пеле носив протягом своєї кар'єри. Бразильські телевізійні канали призупинили звичайне мовлення, щоб висвітлити похоронну процесію. Серед присутніх були дружина Пеле Марсія Аокі, його син Едінью, президент ФІФА Джанні Інфантіно, президент КОНМЕБОЛ Алехандро Домінгес та президент Бразильської конфедерації футболу Едналдо Родрігес. 3 січня 2023 року процесія продовжилась. Новий президент Бразилії Луїз Інасіу Лула да Сілва також був серед тих, хто відвідав поминки. Після похоронної процесії Пеле поховали в Меморіальному Некрополі Екуменіки.
Стадіон «Кігалі Пеле» в Руанді був перейменований на його честь у березні 2023 року президентом Руанди Полем Кагаме та президентом ФІФА Джанні Інфантіно в рамках 73-го Конгресу ФІФА. 26 квітня 2023 року прізвисько Пеле (порт. pelé) отримало значення «винятковий, незрівнянний, унікальний» у португаломовному словнику Міхаеліса після кампанії, яка зібрала 125 000 підписів.

## Про Пеле
- Якби Пеле не народився людиною, то народився би м'ячем. (Арманду Ногейра, бразильський журналіст).[56]
- Після 5-го голу мені захотілося йому поплескати. (Швед Сігге Парлінг — суперник Пеле у фінальній грі чемпіонату світу-1958, яку бразильці виграли 5:2)
- Я говорив собі: «Він такий же чоловік із кісток та плоті, як я». Але я помилявся. (Тарчізіо Бурньїч — оборонець збірної Італії, який пильнував Пеле у фіналі чемпіонату світу-1970)
- Жоден зі смертних не повинен пропустити можливості побачити цього гравця з м'ячем (Кореспондент Чехословацького телеграфного агентства, 1970)
- Як вимовити «Пеле»? Б-О-Г. («Санді таймс», лондонська газета)

## Титули та досягнення
- Чемпіон штату Сан-Паулу: 1958, 1959, 1960, 1961, 1962, 1964, 1965, 1967, 1968, 1969 і 1973 років.
  - найкращий бомбардир чемпіонату штату Сан-Паулу: 1957, 1958, 1959, 1960, 1961, 1962, 1963, 1964, 1965, 1969 та 1973 років;
- Турнір Ріо-Сан-Паулу: 1959, 1963 і 1964 років.
  - найкращий бомбардир Турніру Ріо Сан-Паулу: 1963 року;
- Кубок Бразилії: 1961, 1962, 1963, 1964 та 1965 року;
- Копа Лібертадорес: 1962 і 1963 року;
- Міжконтинентальний кубок: 1962 і 1963 року;
- Чемпіон Північно-Американської футбольної ліги: 1977 року;
- Срібний призер Чемпіонату Південної Америки: 1959 (Аргентина)
  - найкращий бомбардир Копа Америка: 1959 року;
- Чемпіон світу: 1958, 1962 і 1970 років;
- учасник чемпіонатів світу: 1958, 1962, 1966 та 1970 років;
- Найкращий футболіст XX століття за версією ФІФА;
- Найкращий футболіст XX століття за версією Міжнародної федерації футбольної історії та статистики;
- Чемпіон спорту ЮНЕСКО (1994)[57].

## Статистика
Статистика клубних виступів:
| Сезон            | Команда          | Чемпіонат        | Чемпіонат | Чемпіонат | Чемпіонат штату | Чемпіонат штату | Чемпіонат штату | Турнір Ріо-Сан-Паулу | Турнір Ріо-Сан-Паулу | Турнір Ріо-Сан-Паулу | Континентальні кубки | Континентальні кубки | Континентальні кубки | Разом | Разом |
| Сезон            | Команда          | Т                | І         | Г         | Т               | І               | Г               | Т                    | І                    | Г                    | Т                    | І                    | Г                    | І     | Г     |
| ---------------- | ---------------- | ---------------- | --------- | --------- | --------------- | --------------- | --------------- | -------------------- | -------------------- | -------------------- | -------------------- | -------------------- | -------------------- | ----- | ----- |
| 1957             | «Сантос»         | —                | —         | —         | ЛП              | 29              | 36              | РС                   | 9                    | 5                    | —                    | —                    | —                    | 38    | 41    |
| 1958             | «Сантос»         | —                | —         | —         | ЛП              | 38              | 58              | РС                   | 8                    | 8                    | —                    | —                    | —                    | 46    | 66    |
| 1959             | «Сантос»         | КБ               | 4         | 2         | ЛП              | 32              | 45              | РС                   | 7                    | 6                    | —                    | —                    | —                    | 43    | 53    |
| 1960             | «Сантос»         | —                | —         | —         | ЛП              | 30              | 33              | РС                   | 3                    | 0                    | —                    | —                    | —                    | 33    | 33    |
| 1961             | «Сантос»         | КБ               | 5         | 7         | ЛП              | 26              | 47              | РС                   | 7                    | 8                    | —                    | —                    | —                    | 38    | 62    |
| 1962             | «Сантос»         | КБ               | 5         | 2         | ЛП              | 26              | 37              | —                    | —                    | —                    | КЛ                   | 4                    | 4                    | 37    | 48    |
| 1962             | «Сантос»         | КБ               | 5         | 2         | ЛП              | 26              | 37              | —                    | —                    | —                    | МК                   | 2                    | 5                    | 37    | 48    |
| 1963             | «Сантос»         | КБ               | 4         | 8         | ЛП              | 19              | 22              | РС                   | 8                    | 14                   | КЛ                   | 4                    | 5                    | 36    | 51    |
| 1963             | «Сантос»         | КБ               | 4         | 8         | ЛП              | 19              | 22              | РС                   | 8                    | 14                   | МК                   | 1                    | 2                    | 36    | 51    |
| 1964             | «Сантос»         | КБ               | 6         | 7         | ЛП              | 21              | 34              | РС                   | 4                    | 3                    | —                    | —                    | —                    | 31    | 44    |
| 1965             | «Сантос»         | КБ               | 4         | 2         | ЛП              | 30              | 49              | РС                   | 7                    | 5                    | КЛ                   | 7                    | 8                    | 48    | 64    |
| 1966             | «Сантос»         | КБ               | 5         | 2         | ЛП              | 14              | 13              | —                    | —                    | —                    | —                    | —                    | —                    | 19    | 15    |
| 1967             | «Сантос»         | ТР               | 14        | 9         | ЛП              | 18              | 17              | —                    | —                    | —                    | —                    | —                    | —                    | 32    | 26    |
| 1968             | «Сантос»         | ТР               | 17        | 11        | ЛП              | 21              | 17              | —                    | —                    | —                    | СК                   | 2                    | 1                    | 40    | 29    |
| 1969             | «Сантос»         | ТР               | 12        | 12        | ЛП              | 25              | 26              | —                    | —                    | —                    | СК                   | 1                    | 0                    | 43    | 40    |
| 1969             | «Сантос»         | ТР               | 12        | 12        | ЛП              | 25              | 26              | —                    | —                    | —                    | СК                   | 5                    | 2                    | 43    | 40    |
| 1970             | «Сантос»         | ТР               | 13        | 4         | ЛП              | 15              | 7               | —                    | —                    | —                    | —                    | —                    | —                    | 28    | 11    |
| 1971             | «Сантос»         | ЧБ               | 21        | 1         | ЛП              | 19              | 8               | —                    | —                    | —                    | —                    | —                    | —                    | 40    | 9     |
| 1972             | «Сантос»         | ЧБ               | 16        | 5         | ЛП              | 20              | 9               | —                    | —                    | —                    | —                    | —                    | —                    | 36    | 14    |
| 1973             | «Сантос»         | ЧБ               | 30        | 19        | ЛП              | 19              | 11              | —                    | —                    | —                    | —                    | —                    | —                    | 49    | 30    |
| 1974             | «Сантос»         | ЧБ               | 17        | 9         | ЛП              | 10              | 1               | —                    | —                    | —                    | —                    | —                    | —                    | 27    | 10    |
| Разом у Бразилії | Разом у Бразилії | Разом у Бразилії | 173       | 100       |                 | 412             | 470             |                      | 53                   | 49                   |                      | 26                   | 27                   | 664   | 646   |
| 1975             | «Космос»         | ПА               | 9         | 5         | —               | —               | —               | —                    | —                    | —                    | —                    | —                    | —                    | 9     | 5     |
| 1976             | «Космос»         | ПА               | 24        | 15        | —               | —               | —               | —                    | —                    | —                    | —                    | —                    | —                    | 24    | 15    |
| 1977             | «Космос»         | ПА               | 31        | 17        | —               | —               | —               | —                    | —                    | —                    | —                    | —                    | —                    | 31    | 17    |
| Разом у США      | Разом у США      | Разом у США      | 64        | 37        |                 | —               | —               |                      | —                    | —                    |                      | —                    | —                    | 64    | 37    |
| Разом за кар'єру | Разом за кар'єру | Разом за кар'єру | 237       | 137       |                 | 412             | 470             |                      | 53                   | 49                   |                      | 26                   | 27                   | 728   | 683   |

### Статистика виступів за збірну
| Дата       | Місто          | Господарі         | Результат  | Гості          | Турнір                                       | Голи | Примітки               |
| ---------- | -------------- | ----------------- | ---------- | -------------- | -------------------------------------------- | ---- | ---------------------- |
| 7-7-1957   | Ріо-де-Жанейро | Бразилія          | 1 – 2      | Аргентина      | Кубок Рока                                   | 1    | 65'                    |
| 10-7-1957  | Сан-Паулу      | Бразилія          | 2 – 0 д.ч. | Аргентина      | Кубок Рока                                   | 1    |                        |
| 4-5-1958   | Ріо-де-Жанейро | Бразилія          | 5 – 1      | Парагвай       | Кубок Освальдо Круза                         | 1    | ?'                     |
| 14-5-1958  | Ріо-де-Жанейро | Бразилія          | 4 – 0      | Болгарія       | товариський матч                             | -    | ?'                     |
| 18-5-1958  | Сан-Паулу      | Бразилія          | 3 – 1      | Болгарія       | товариський матч                             | 2    |                        |
| 15-6-1958  | Гетеборг       | Бразилія          | 2 – 0      | СРСР           | ЧС 1958 - 1-й етап                           | -    |                        |
| 19-6-1958  | Гетеборг       | Бразилія          | 1 – 0      | Уельс          | ЧС 1958 - чвертьфінал                        | 1    |                        |
| 24-6-1958  | Стокгольм      | Бразилія          | 5 – 2      | Франція        | ЧС 1958 - півфінал                           | 3    |                        |
| 29-6-1958  | Стокгольм      | Бразилія          | 5 – 2      | Швеція         | ЧС 1958 - Фінал                              | 2    | 1-й чемпіонський титул |
| 10-3-1959  | Буенос-Айрес   | Бразилія          | 2 – 2      | Перу           | Чемпіонат Південної Америки 1959 (Аргентина) | 1    | 75'                    |
| 15-3-1959  | Буенос-Айрес   | Бразилія          | 3 – 0      | Чилі           | Чемпіонат Південної Америки 1959 (Аргентина) | 2    |                        |
| 21-3-1959  | Буенос-Айрес   | Бразилія          | 4 – 2      | Болівія        | Чемпіонат Південної Америки 1959 (Аргентина) | 1    |                        |
| 26-3-1959  | Буенос-Айрес   | Бразилія          | 3 – 1      | Уругвай        | Чемпіонат Південної Америки 1959 (Аргентина) | -    |                        |
| 29-3-1959  | Буенос-Айрес   | Бразилія          | 4 – 1      | Парагвай       | Чемпіонат Південної Америки 1959 (Аргентина) | 3    |                        |
| 4-4-1959   | Буенос-Айрес   | Аргентина         | 1 – 1      | Бразилія       | Чемпіонат Південної Америки 1959 (Аргентина) | 1    | 2-е місце              |
| 13-5-1959  | Ріо-де-Жанейро | Бразилія          | 2 – 0      | Англія         | товариський матч                             | -    |                        |
| 17-9-1959  | Ріо-де-Жанейро | Бразилія          | 7 – 0      | Чилі           | Кубок O'Higgins                              | 3    |                        |
| 20-9-1959  | Сан-Паулу      | Бразилія          | 1 – 0      | Чилі           | Кубок O'Higgins                              | -    |                        |
| 29-4-1960  | Каїр           | Єгипет            | 0 – 5      | Бразилія       | товариський матч                             | -    |                        |
| 1-5-1960   | Александрія    | Єгипет            | 1 – 3      | Бразилія       | товариський матч                             | 3    | ?'                     |
| 6-5-1960   | Каїр           | Єгипет            | 0 – 3      | Бразилія       | товариський матч                             | -    | ?'                     |
| 10-5-1960  | Копенгаген     | Данія             | 3 – 4      | Бразилія       | товариський матч                             | -    |                        |
| 9-7-1960   | Монтевідео     | Уругвай           | 0 – 1      | Бразилія       | Кубок Атлантики                              | -    | ?'                     |
| 12-7-1960  | Ріо-де-Жанейро | Бразилія          | 5 – 1      | Аргентина      | Кубок Атлантики                              | 1    | ?'                     |
| 21-4-1962  | Ріо-де-Жанейро | Бразилія          | 6 – 0      | Парагвай       | Кубок Освальдо Круза                         | 1    |                        |
| 24-4-1962  | Сан-Паулу      | Бразилія          | 4 – 0      | Парагвай       | Кубок Освальдо Круза                         | 2    | ?'                     |
| 6-5-1962   | Сан-Паулу      | Бразилія          | 2 – 1      | Португалія     | товариський матч                             | -    |                        |
| 9-5-1962   | Ріо-де-Жанейро | Бразилія          | 1 – 0      | Португалія     | товариський матч                             | 1    |                        |
| 12-5-1962  | Ріо-де-Жанейро | Бразилія          | 3 – 1      | Уельс          | товариський матч                             | 1    |                        |
| 16-5-1962  | Сан-Паулу      | Бразилія          | 3 – 1      | Уельс          | товариський матч                             | 2    |                        |
| 30-5-1962  | Вінья-дель-Мар | Бразилія          | 2 – 0      | Мексика        | ЧС 1962 - 1-й етап                           | 1    |                        |
| 2-6-1962   | Вінья-дель-Мар | Бразилія          | 0 – 0      | Чехословаччина | ЧС 1962 - 1-й етап                           | -    |                        |
| 13-4-1963  | Сан-Паулу      | Бразилія          | 2 – 3      | Аргентина      | Кубок Рока                                   | -    |                        |
| 16-4-1963  | Ріо-де-Жанейро | Бразилія          | 5 – 2 д.ч. | Аргентина      | Кубок Рока                                   | 3    |                        |
| 21-4-1963  | Лісабон        | Португалія        | 1 – 0      | Бразилія       | товариський матч                             | -    |                        |
| 28-4-1963  | Париж          | Франція           | 2 – 3      | Бразилія       | товариський матч                             | 3    |                        |
| 2-5-1963   | Амстердам      | Нідерланди        | 1 – 0      | Бразилія       | товариський матч                             | -    | 46'                    |
| 5-5-1963   | Гамбург        | ФРН               | 1 – 2      | Бразилія       | товариський матч                             | 1    |                        |
| 12-5-1963  | Мілан          | Італія            | 3 – 0      | Бразилія       | товариський матч                             | -    | 26'                    |
| 30-5-1964  | Ріо-де-Жанейро | Бразилія          | 5 – 1      | Англія         | Кубок Націй                                  | 1    |                        |
| 3-6-1964   | Сан-Паулу      | Бразилія          | 0 – 3      | Аргентина      | Кубок Націй                                  | -    |                        |
| 7-6-1964   | Ріо-де-Жанейро | Бразилія          | 4 – 1      | Португалія     | Кубок Націй                                  | 1    |                        |
| 2-6-1965   | Ріо-де-Жанейро | Бразилія          | 5 – 0      | Бельгія        | товариський матч                             | 3    |                        |
| 6-6-1965   | Ріо-де-Жанейро | Бразилія          | 2 – 0      | ФРН            | товариський матч                             | 1    |                        |
| 9-6-1965   | Ріо-де-Жанейро | Бразилія          | 0 – 0      | Аргентина      | товариський матч                             | -    |                        |
| 17-6-1965  | Оран           | Алжир             | 0 – 3      | Бразилія       | товариський матч                             | 1    | ?'                     |
| 24-6-1965  | Порту          | Португалія        | 0 – 0      | Бразилія       | товариський матч                             | -    |                        |
| 30-6-1965  | Стокгольм      | Швеція            | 1 – 2      | Бразилія       | товариський матч                             | 1    |                        |
| 4-7-1965   | Москва         | СРСР              | 0 – 3      | Бразилія       | товариський матч                             | 2    |                        |
| 21-11-1965 | Ріо-де-Жанейро | Бразилія          | 2 – 2      | СРСР           | товариський матч                             | 1    |                        |
| 19-5-1966  | Ріо-де-Жанейро | Бразилія          | 1 – 0      | Чилі           | товариський матч                             | -    | ?'                     |
| 4-6-1966   | Сан-Паулу      | Бразилія          | 4 – 0      | Перу           | товариський матч                             | 1    |                        |
| 8-6-1966   | Ріо-де-Жанейро | Бразилія          | 2 – 1      | Польща         | товариський матч                             | -    |                        |
| 12-6-1966  | Ріо-де-Жанейро | Бразилія          | 2 – 1      | Чехословаччина | товариський матч                             | 2    | 46'                    |
| 15-6-1966  | Ріо-де-Жанейро | Бразилія          | 2 – 2      | Чехословаччина | товариський матч                             | 1    |                        |
| 25-6-1966  | Глазго         | Шотландія         | 1 – 1      | Бразилія       | товариський матч                             | -    |                        |
| 30-6-1966  | Гетеборг       | Швеція            | 2 – 3      | Бразилія       | товариський матч                             | -    |                        |
| 12-7-1966  | Ліверпуль      | Бразилія          | 2 – 0      | Болгарія       | ЧС 1966 - 1-й етап                           | 1    |                        |
| 19-7-1966  | Ліверпуль      | Португалія        | 3 – 1      | Бразилія       | ЧС 1966 - 1-й етап                           | -    |                        |
| 25-7-1968  | Асунсьйон      | Парагвай          | 0 – 4      | Бразилія       | Кубок Освальдо Круза                         | 2    |                        |
| 28-7-1968  | Асунсьйон      | Парагвай          | 1 – 0      | Бразилія       | Кубок Освальдо Круза                         | -    |                        |
| 31-10-1968 | Ріо-де-Жанейро | Бразилія          | 1 – 2      | Мексика        | товариський матч                             | -    |                        |
| 3-11-1968  | Белу-Оризонті  | Бразилія          | 2 – 1      | Мексика        | товариський матч                             | 1    |                        |
| 14-12-1968 | Ріо-де-Жанейро | Бразилія          | 2 – 2      | ФРН            | товариський матч                             | -    |                        |
| 17-12-1968 | Ріо-де-Жанейро | Бразилія          | 3 – 3      | Югославія      | товариський матч                             | 1    |                        |
| 7-4-1969   | Порту-Алегрі   | Бразилія          | 2 – 1      | Перу           | товариський матч                             | -    | 75'                    |
| 9-4-1969   | Ріо-де-Жанейро | Бразилія          | 3 – 2      | Перу           | товариський матч                             | 1    |                        |
| 12-6-1969  | Ріо-де-Жанейро | Бразилія          | 2 – 1      | Англія         | товариський матч                             | -    |                        |
| 6-8-1969   | Богота         | Колумбія          | 0 – 2      | Бразилія       | Відбір до ЧС 1970                            | -    |                        |
| 10-8-1969  | Каракас        | Венесуела         | 0 – 5      | Бразилія       | Відбір до ЧС 1970                            | 2    |                        |
| 17-8-1969  | Асунсьйон      | Парагвай          | 0 – 3      | Бразилія       | Відбір до ЧС 1970                            | -    |                        |
| 21-8-1969  | Ріо-де-Жанейро | Бразилія          | 6 – 2      | Колумбія       | Відбір до ЧС 1970                            | 1    | 67'                    |
| 24-8-1969  | Ріо-де-Жанейро | Бразилія          | 6 – 0      | Венесуела      | Відбір до ЧС 1970                            | 2    |                        |
| 31-8-1969  | Ріо-де-Жанейро | Бразилія          | 1 – 0      | Парагвай       | Відбір до ЧС 1970                            | 1    |                        |
| 4-3-1970   | Порту-Алегрі   | Бразилія          | 0 – 2      | Аргентина      | товариський матч                             | -    |                        |
| 8-3-1970   | Ріо-де-Жанейро | Бразилія          | 2 – 1      | Аргентина      | товариський матч                             | 1    |                        |
| 22-3-1970  | Сан-Паулу      | Бразилія          | 5 – 0      | Чилі           | товариський матч                             | 2    |                        |
| 26-3-1970  | Ріо-де-Жанейро | Бразилія          | 2 – 1      | Чилі           | товариський матч                             | -    |                        |
| 12-4-1970  | Ріо-де-Жанейро | Бразилія          | 0 – 0      | Парагвай       | товариський матч                             | -    |                        |
| 26-4-1970  | Сан-Паулу      | Бразилія          | 0 – 0      | Болгарія       | товариський матч                             | -    |                        |
| 29-4-1970  | Ріо-де-Жанейро | Бразилія          | 1 – 0      | Австрія        | товариський матч                             | -    |                        |
| 3-6-1970   | Гвадалахара    | Бразилія          | 4 – 1      | Чехословаччина | ЧС 1970 - 1-й етап                           | 1    |                        |
| 7-6-1970   | Гвадалахара    | Бразилія          | 1 – 0      | Англія         | ЧС 1970 - 1-й етап                           | -    |                        |
| 10-6-1970  | Гвадалахара    | Бразилія          | 3 – 2      | Румунія        | ЧС 1970 - 1-й етап                           | 2    |                        |
| 14-6-1970  | Гвадалахара    | Бразилія          | 4 – 2      | Перу           | ЧС 1970 - чвертьфінал                        | -    |                        |
| 17-6-1970  | Гвадалахара    | Бразилія          | 3 – 1      | Уругвай        | ЧС 1970 - півфінал                           | -    |                        |
| 21-6-1970  | Мехіко         | Бразилія          | 4 – 1      | Італія         | ЧС 1970 - Фінал                              | 1    | 3-й чемпіонський титул |
| 30-9-1970  | Ріо-де-Жанейро | Бразилія          | 2 – 1      | Мексика        | товариський матч                             | -    |                        |
| 4-10-1970  | Сантьяго       | Чилі              | 1 – 5      | Бразилія       | товариський матч                             | 1    | ?'                     |
| 11-7-1971  | Сан-Паулу      | Бразилія          | 1 – 1      | Австрія        | товариський матч                             | 1    | 46'                    |
| 18-7-1971  | Ріо-де-Жанейро | Бразилія          | 2 – 2      | Югославія      | товариський матч                             | -    | ?'                     |
| Усього     |                | Матчів (10 місце) | 92         |                | Голів (1 місце)                              | 77   |                        |

## Цікаві факти
1974 року на екрани вийшов документальний фільм «Це Пеле» (оригінальна назва — порт. Isto é Pele), виробництво Бразилія, режисер Луїс Карлос Баррето. «Цей фільм — чудова можливість згадати про неперевершену гру Короля, дізнатися про його життя та кар'єру. Незабутні кадри, які допоможуть краще зрозуміти мистецтво — справжній футбол!», — ідеться у передмові до цієї стрічки.
У радянському прокаті стрічка мала іншу назву «Король футболу — Пеле», і тривала менше за оригінальну: 56.42 замість 1.09.35. Через це з фільму радянського прокату «зникли» кадри (13 хв. 34 с), де йшлося про різнобічність захоплень Пеле: він добре грав у волейбол, баскетбол; у легкій атлетиці показував пристойні результати в бігу на 110 м з бар'єрами, метанні списа, диска та штовханні ядра. Хоча, в обох версіях збереглося згадування про те, що Пеле долав 100 м за 11.0 с, а у висоту стрибав на 1 м 90 см.
2 червня 2012 року в Луганську відкрився єдиний у світі музей Пеле.